# Bullfrog Productions
Bullfrog Productions (bullfrog с англ. — «лягушка-бык») — британский разработчик компьютерных игр из Гилфорда, Англия. Компания основана в 1987 году Питером Молиньё и Лесом Эдгаром. Компания стала известна после выхода в 1989 году игры Populous, а получила признание после выхода таких широко известных игр как Theme Park, Magic Carpet, Syndicate и Dungeon Keeper. Название компания получила от орнамента, которым был украшен офис Taurus Impact Systems, другой компании Молиньё и Эдгара и предшественника Bullfrog, в которой они занимались разработкой программного обеспечения для бизнеса. Bullfrog Productions была основана как независимая компания после случая, когда в Commodore перепутали Taurus с другой компанией из-за схожести названия.
В январе 1995 года Electronic Arts, публиковавшая игры Bullfrog, купила студию. Питер Молиньё занял пост вице-президента и консультанта Electronic Arts в 1994 году после того как EA приобрела существенную долю акций Bullfrog. Последней игрой от Bullfrog, созданной при участии Молиньё, стала Dungeon Keeper. В 1997 году, разочаровавшись в корпоративной стороне своей должности, он покинул компанию и основал Lionhead Studios. Часть работников последовала за Молиньё, другая часть основала собственные компании, например, Mucky Foot Productions. После ухода Молиньё из компании, ввиду корпоративной политики EA, ряд проектов был отменен. Bullfrog была объединена с EA Bright Light в 2001 году и прекратила существование как отдельная компания. Игры компании часто рассматриваются как де-факто эталон для сравнений и породили множество «духовных наследников».

## История компании

### Основание и ранние годы (1982—1989)
В 1982 году предприниматель Питер Молиньё встретил Леса Эдгара в компьютерном магазине PJ Hi-Fi. После того как Молиньё покинул компанию, где он в то время работал, Эдгар предложил ему стать партнёром и основать другую компанию, которой стала Taurus Impact Systems (также известная как Taurus Software). Эта компания занималась разработкой программного обеспечения для бизнеса на платформе Commodore 64. Taurus была названа в честь астрологического знака Тельца, под которым родились Молиньё и Эдгар. В определённый период Молиньё заключал соглашения об экспорте монетоприёмников для слот-машин в Швейцарию и печёных бобов на Ближний Восток.
Однажды в Taurus позвонил глава Commodore Europe с предложением обсудить будущее компьютеров Amiga и совместимость программ Taurus с данной платформой. Молиньё был приглашён в штаб-квартиру Commodore Europe, где ему предложили несколько компьютеров Amiga, а также место на выставке в Германии. Когда Молиньё рассказали о том, что Commodore ожидает, что их сетевая инфраструктура будет работать на компьютерах Amiga, основатель Taurus осознал, что его фирму перепутали с разработчиком сетевых систем, компанией Torus. Молиньё хотел получить компьютеры Amiga, поэтому он не сообщил Commodore об этой ошибке. После получения новых компьютеров Молиньё приступил к разработке системы управления базой данных под названием Acquisition. Commodore постоянно осведомлялась о состоянии разработки, и Молиньё приходилось придумывать оправдания, поскольку производитель компьютеров угрожал закрыть Taurus. Когда работа над Acquisition была закончена, база данных была показана на выставке в Германии, где она выиграла звание продукта года. 2000 экземпляров Acquisition были проданы компании из США, что дало Молиньё и Эдгару финансы, позволившие поддерживать компанию на плаву. Другой программой, которую разработала Taurus, была САПР под названием X-CAD. Молиньё и Эдгар осознали, что Amiga становится игровой платформой, когда один из друзей Молиньё попросил его портировать игру Druid II: Enlightenment с Commodore 64 на Amiga. По воспоминаниям Эдгара, приблизительно в это время была основана Bullfrog, чтобы подготовиться к тому дню, когда Acquisition потеряет важность для компании, и разработчики смогут сконцентрироваться на создании игр. Изначально Bullfrog была брендом Taurus. Молиньё объяснял, что так было сделано, поскольку компаньоны стремились избежать путаницы между программами для бизнеса и возможностью денежного заработка.
Название компании Bullfrog было дано в честь украшения в виде лягушки-быка, находившегося в офисе. В интервью французскому изданию Joystick на вопрос о происхождении названия, Молиньё заявил что компаньоны хотели дать «дурацкое название», не придумывая его. Так получилось, что на столе стояла раскрашенная фигурка лягушки, подписанная как «Лягушка-бык от Леонардо». Впоследствии у основателей стали заканчиваться деньги, и Эдгар предложил закрыть компанию. Приблизительно в то же время Молиньё пришла в голову идея игры Populous. В результате, порт Druid II: Enlightenment, Populous и игра Fusion в жанре shoot ’em up стали первыми играми, разработанными под брендом Bullfrog.

### Взлёт и успех (1989—1995)
При издании игры Populous у Bullfrog возникли определённые сложности, которые в компании объясняли тем, что, по их мнению, жанр симуляторов бога оказался «всеми неправильно понят». Несмотря на это, Electronic Arts имела интерес в том, чтобы опубликовать эту игру. Молиньё не верил в успех, однако в 1989 игра была получила 10 наград в прессе, в следующем году — ещё 12, а продажи игры достигли 1 миллиона копий. В целом продажи составили примерно 4 миллиона копий. Эдгар осознал успех игры и передал сторонним разработчикам, например, Imagineer, лицензии на создание портов игры на системы типа SNES и Sega Mega Drive. Это позволило игре получить популярность в Японии.
После выхода Populous компания переехала в Исследовательский парк графства Суррей. На тот момент у компании было 20 сотрудников. Компания зарабатывала репутацию, и появились люди, желавшие работать на неё. Молиньё лично занимался подбором персонала как на административные должности, так и на должности программистов и художников. Он ездил по университетам, включая Кембриджский, и предлагал специалистам в области информатики и банкам возможность поработать в индустрии компьютерных игр.
Очередная игра компании, Powermonger, вышла в 1990 году. Её разработка началась как ответ на требования Electronic Arts продолжения Populous. Игра Powermonger, как и Populous, получила множество наград «Лучшая стратегическая игра», в том числе от издания Computer Gaming World. Прямое продолжение Populous, игра Populous II: Trials of the Olympian Gods, вышла через год. Её продажи составили более 1 миллиона копий. В конце 1993 года Bullfrog сотрудничала с исследователями Университета Суррея, располагавшимися вблизи офиса компании. В этой работе исследовались движения и поведение подводных форм жизни, которые Bullfrog смогла воплотить в программном обеспечении. Игра, основанная на этой работе, была названа Creation.
К середине 1990-х годов компания была известна качеством и инновациями. В 1995 году издание GamePro писало о компании: «Некоторые работы Bullfrog были названы лидерами индустрии одними из наиболее инновационных, эта компания стала пионером различных жанров программного обеспечения». В том же году журнал Next Generation писал: «Bullfrog заработала репутацию самого последовательного новатора с самой одаренной командой разработчиков в мире». В июле 1995 года журнал Edge утверждал, что у Bullfrog «бесподобная репутация, заработанная качеством и инновациями». Компания, по мнению издания GamesTM, к этому времени стала «справедливо признана одной из самых инновационных компаний в мире».
В 1994 году в разработке были три игры: Creation, Theme Park и Magic Carpet. Компания работала над добавлением многопользовательского режима в эти игры, поскольку Молиньё был уверен в том, что такой режим важнее издания игр в формате CD-ROM. Theme Park и Magic Carpet вышли в том же году. Последняя стала бестселлером рождественского сезона среди игр на CD-ROM и получила награду «Игра года» в Великобритании и Германии. Theme Park стал чрезвычайно популярным в Японии, а также бестселлером в Европе.
В ходе разработки Theme Park Bullfrog покинул художник Гэри Карр (англ. Gary Carr) из-за несогласия с Молиньё относительно игры. Молиньё хотел, чтобы в игре была яркая и красочная графика, которая была бы привлекательной для японского рынка, но Карр не согласился с этой идеей, считая что это не сработает. Он перешёл на работу в The Bitmap Brothers, но вернулся в компанию в 1995 году для работы над Dungeon Keeper. Последней его работой на компанию стала игра Theme Hospital, он занимал должность ведущего художника.
В ноябре 1994 года компания начала работу над игрой Dungeon Keeper. К этому времени компания уже неоднократно вела переговоры о получении лицензии на создание игры по фильму. Также велись переговоры с McDonald’s о создании совместной компании по разработке игр.
К середине 1995 года компания была в основном сконцентрирована на разработках искусственного интеллекта, у неё была отдельная команда по данному направлению. В результате были получены две технологии — Personality Mapping (с англ. — «наложение индивидуальности») и Skeletal Mapping (с англ. — «скелетное наложение»).

### Переход под контроль Electronic Arts и уход Молиньё (1995—1998)
Согласно Эдгару, разговоры о слиянии Bullfrog и Electronic Arts начались в 1993 году. По его мнению, для получения лучших условий также должны были вестись переговоры с другими компаниями, например, Sony или Virgin. Он объясняет это тем, что выбор Electronic Arts был тогда очевидным из-за положительного опыта взаимоотношений. Согласно Молиньё, Bullfrog получала множество предложений от заинтересованных в её покупке компаний. Эти предложения не воспринимались всерьез, пока не начали поступать предложения от основных игроков индустрии, таких как Electronic Arts и Philips. По его мнению, в то время поглощение одной из подобных компаний считалось неизбежностью. Bullfrog была приобретена Electronic Arts в начале 1995 года. К этому времени компания имела 35 сотрудников и представляла высокий интерес для поглощения. К моменту поглощения компании Electronic Arts штат сотрудников составлял уже около 60 человек. Через несколько месяцев после поглощения штат увеличился до 150 человек ввиду желания Electronic Arts расширить студию. Молиньё стал вице-президентом Electronic Arts и главой их европейской студии, а Эдгар стал вице-президентом европейской студии и председателем Bullfrog. Bullfrog стала частью межгосударственной корпорации, что он описывал как «очень большое изменение», и на своем посту в Electronic Arts помогал сгладить этот переход. Несмотря на заявления Молиньё о том, что поглощение компании не скажется на продуктах Bullfrog, в разработке было много игр, что, несмотря на высокие темпы роста компании, означало уменьшение времени для работы над каждой из них, чего сказывалось на качестве.
После выхода Magic Carpet в разработке у компании было семь игр: Magic Carpet 2, Theme Hospital, The Indestructibles, Syndicate Wars, Gene Wars, Creation и Dungeon Keeper. После поглощения Молиньё получил указание в течение шести недель выпустить игру, а именно — Magic Carpet 2 или Dungeon Keeper. Ни одна из них не была готова к скорому выходу, поэтому, чтобы успокоить Electronic Arts, была разработана игра Hi-Octane. Сложностью было решение о разработке новой игры и крайне сжатые сроки разработки: по состоянию на июль 1995 года у проекта не было даже названия. Впоследствии Молиньё объяснял, что обычно игры Bullfrog были весьма оригинальны, поэтому они не боялись того, что их начнут повторять, но это проект был «в каком-то смысле производным», поэтому информация о нём держалась в тайне — даже Эдгар на начальном этапе не знал о его существовании. К этому времени у Bullfrog сложилась репутация компании, старающейся избегать 16-битные игровые приставки. Игра Syndicate Wars стала первой для компании, изначально разработанной для приставки PlayStation.
Поскольку теперь Молиньё занимал пост вице-президента Electronic Arts, его роль и обязанности в компании также возросли, ввиду чего он стал часто бывать в командировках в Сан-Франциско. Со временем он разочаровался в своей новой должности и захотел вернуться к разработке игр. В июле 1996 года, не желая становится рядовым сотрудником, он решает уволиться из Bullfrog, чтобы сконцентрироваться на геймдизайне. В ответ на это Electronic Arts запретили ему находиться в их офисах, вынуждая перенести разработку Dungeon Keeper в собственный дом. Молиньё делал предположения, что это могло быть связано с опасениями Electronic Arts, что он мог переманить часть коллектива. В итоге он решил покинуть компанию как только закончится работа над Dungeon Keeper, дав комментарий: «Моим последним днем здесь будет день, когда игра пройдет последний тест. Мне очень, очень, очень грустно, но также я чувствую большое облегчение». Также он заявил, что Electronic Arts была «невероятно терпимой» и поблагодарил вице-президента Марка Льюиса (англ. Mark Lewis) за мотивацию завершения работ над Dungeon Keeper. Молиньё рассчитывал увольнение так, чтобы сделать Dungeon Keeper хорошей игрой. Он думал, что работа на административной должности ему понравиться, однако она стала для него «полным кошмаром». Вскоре после увольнения, Молиньё говорил, что по-прежнему беспокоится о Bullfrog и желает ей успехов. Несмотря на свое неудовольствие на посту вице-президента, он отмечал, что «много чему научился». В 2017 году он рассказал, что истинной причиной увольнения было опьянение его и технического директора Тима Рэнса (англ. Tim Rance). Он сказал, что хотел бы вернуть письмо с просьбой об увольнении, если бы мог.
Примерно в то же время Electronic Arts усиливала контроль над Bullfrog, и у других работников были сходные ощущения. По словам Марка Хили (англ. Mark Healey), главного художника игры Dungeon Keeper, после сделки с Electronic Arts атмосфера в компании была «как на птицефабрике». Он также сравнивал ситуацию в компании с «ассимиляцией» расой Борг. Художника игр Fusion и Populous Гленна Корпса (англ. Glenn Corpes) не удивило увольнение Молиньё. Другой работник полагал, что сотрудничество с Bullfrog превратилось в «обычную работу», а компания потеряла свою инновационность. В 2008 году президент Electronic Arts Джон Риччитьелло подтвердил эти рассуждения, признав, что их «диктаторский управленческий подход» подавил креативность Bullfrog. Шон Купер (англ. Sean Cooper), разработчик Syndicate, говорил, что, если бы он мог вернуться назад во времени, он бы попытался заставить Молиньё воздержаться от сделки с Electronic Arts, и описывал её как «ужасные времена». Молиньё верил в хорошие намерения Electronic Arts, и говорил, что «они лишь пытаются сделать Bullfrog лучше», но эффект от её воздействий стал «злоупотреблением любовью».
В 1997 году, когда разработка Dungeon Keeper была близка к завершению, Молинье, Ренс и Марк Уэбли (глава проекта Theme Hospital) пришли к решению основать новую компанию — Lionhead Studios. Компания была открыта в июле, и ко времени выхода первой игры, Black & White, в неё перешли следующие работники Bullfrog: Хили, Энди Басс (англ. Andy Bass) — художник из команды Theme Hospital, Расселл Шоу (англ. Russell Shaw) — композитор, Джеймс Лич (англ. James Leach) — сценарист, Пол Маклафлин (англ. Paul McLaughlin) — из команды Creation, Джонти Барнс (англ. Jonty Barnes) — программист из команды Dungeon Keeper. Хили заявлял, что из-за своего недовольства, он посчитал за радость последовать за Молиньё и стать первым художником в Lionhead.
Также в 1997 году Майк Дискетт (англ. Mike Diskett) — главный художник, главный программист и главный дизайнер Syndicate Wars, Финн Макгечи (англ. Finn McGechie) — главный художник Magic Carpet и Гай Симмонс (англ. Guy Simmons) покинули компанию и основали Mucky Foot Productions. На следующий год к ним присоединился Карр.
Другими заметными людьми в компании в середине 1990-х годов были: Саймон Картер (англ. Simon Carter) — главный программист Dungeon Keeper, Ричард Рид (англ. Richard Reed) — глава проекта Gene Wars, Майк Мэн (англ. Mike Man) — главный художник Syndicate Wars, Алан Райт (англ. Alan Wright) — глава проекта и главный программист Magic Carpet 2, Оэн Роугэн (англ. Eoin Rogan) — главный художник Magic Carpet 2.

### Последние годы и закрытие
В 1998 году были изданы две игры — Theme Aquarium и Populous: The Beginning. Первая была своего рода попыткой «пересечения границ» между Великобританией и Японией. По мнению Эдгара, Bullfrog была более известна в Японии, нежели другие западные студии, благодаря играм Populous and Theme Park. Его интересовало, какого успеха могла достичь игра, разработанная в Великобритании, после доработки под требования японского рынка местными разработчиками. Для исследования этого была выделена небольшая группа разработчиков. Игра Theme Aquarium включена в серию Theme только для японского рынка, при издании на западе торговая марка Bullfrog не использовалась. По состоянию на 2012 год множество из бывших работников Bullfrog не были знакомы с этой игрой. Незадолго до ухода Молиньё компания объявила, что находящиеся в разработке игры станут последними, предназначенными для MS-DOS. Как сообщалось, было «вполне вероятно», что последующие игры будут выходить только для Microsoft Windows. Причиной перехода на другую систему стало желание Bullfrog создавать игры, используя «мощные функции» (например, ускорители трехмерной графики), что было затруднительно в DOS.
В 1999 году вышли игры Theme Park World и Dungeon Keeper 2. Значительная часть команды разработчиков Theme Park World была из Mindscape — они сами предоставили Bullfrog почти готовую игру. Bullfrog сотрудничала с Maxis, студией-побратимом, чтобы выпустить Theme Park World в Северной Америке как Sim Theme Park, часть серии Sim, что могло помочь компании закрепиться в этом регионе. Находившаяся в то время в разработке игра Theme Resort, посвященная тематике отпуска на островах, была отменена, а принимавшая участие в её разработке команда вошла в состав разработчиков Theme Park World. Игра Dungeon Keeper 2 стала новой разработкой компании, её возглавлял Ник Голдсуорти (англ. Nick Goldsworthy), ранее работавший ассистентом продюсера Theme Park от Electronic Arts. Во время разработки Колин Робинсон (англ. Colin Robinson) дал интервью о роли технического директора Bullfrog и о его роли в успехе проекта. В 2016 году Гленн Корпс рассуждал о том, что в Electronic Arts не поняли роль, которую играл в компании Молиньё: он был в курсе всех событий, а ответом на его уход стали назначения менеджеров. По факту, Корпс просто сконцентрировался на своей работе, оставив другим их работу.
В середине 1999 года Эдгар решил покинуть пост президента. На должности управляющего директора его заменил Брюс МакМиллан (англ. Bruce McMillan) из канадского подразделению Electronic Arts. Корпс также покинул компанию и, совместно с Джереми Лонгли (англ. Jeremy Longley), принявшим участив работе над Theme Hospital, Syndicate Wars и Populous III, а также Дарреном Томасом (англ. Darren Thomas), принявшим участие в разработке Dungeon Keeper, Magic Carpet 2 и Theme Park World на должности главного художника, основал собственную компанию Lost Toys. Эдгар финансово поддержал эту компанию. Корпс утверждал, что был настолько вдохновлен примером Mucky Foot Productions, занимавшихся своими делами, что ему было «слишком трудно продолжать работать на Боргов». Также он говорил, что частично Lost Toys стала отражением его взгляда на то, какой была Bullfrog. Алекс Троуэрс (англ. Alex Trowers), принявший участие в работе над Syndicate и Powermoner, также перешёл на работу в Lost Toys. Он считал, что Bullfrog стала «слишком корпоративной» после вхождения в состав Electronic Arts, а Lost Toys должны вернуться к «созданию игр во имя создания игр», а не к заботам об удовлетворении акционеров.
В августе 1999 года Electronic Arts назначила Эрнеста Адамса (англ. Ernest Adams) на должность главного дизайнера четвёртой игры серии Populous — Genesis: The Hand of God. Руководство Bullfrog было обеспокоено схожестью игры с Black & White от Lionhead Studios, поэтому проект был отменен. Далее Адамс стал главным дизайнером Dungeon Keeper 3. Поскольку вторая часть серии не в полной мере оправдала ожидания, команда получила указание сделать игру более доступной. Разработка началась в ноябре, однако к этому моменту направление интересов Electronic Arts начало меняться. Руководство издателя вело переговоры с Джоан Роулинг и New Line Cinema о получении прав, касаемо франшиз о Гарри Поттере и по «Властелину колец» соответственно. В Electronic Arts увидели выгодную возможность, и в марте 2000 года игра Dungeon Keeper 3 была отменена для возможности работы по данным направлениям, однако об этом не сообщалось до августа. В 2000 году студия переехала в Чертси и до конца года оставалась «тихим пятном».
Последней игрой, вышедшей под маркой Bullfrog, стала Theme Park Inc в 2001 году. Ещё во время разработки этой игры бо́льшая часть персонала студии была переведена в EA Bright Light, и значительная часть разработки велась сторонней компанией. Все, что оставалось от Bullfrog, было в конечном итоге объединено или присоединено к EA Bright Light, что фактически означало закрытие компании.
Питер Молиньё оставался в Lionhead Studios до основания 22Cans. Лес Эдгар был мало вовлечен в индустрию компьютерных игр после ухода из Bullfrog. Он работает в автомобильной промышленности. В августе 2009 года Electronics Arts объявила о решении «оживить» некоторые из игр Bullfrog на современных на тот момент игровых системах.

## Наследие
Некоторые из бывших работников Bullfrog впоследствии основали собственные компании по разработке компьютерных игр:
- Lionhead Studios — основана Питером Молиньё, Марком Уэбли и Тимом Рэнсом, а также Стивом Джексоном (англ. Steve Jackson) — сооснователем Games Workshop и соавтором серии книг Fighting Fantasy[35]. Наиболее известна благодаря сериям игр Black & White и Fable[9]. Компания была закрыта 29 апреля 2016 года[58].
- Mucky Foot Productions — основана Майком Дискеттом (англ. Mike Diskett) и Гаем Симмонсом (англ. Guy Simmons)[9]. Вскоре к ним присоединился Гарри Карр[9][37]. После подписания договора с Eidos Interactive компания разработала три игры: Urban Chaos, Startopia и Blade II. Компания была закрыта в 2003 году[9][59].
- Media Molecule — основана Марком Хили, а также Алексом Эвансом (англ. Alex Evans), Дэйвом Смитом (англ. Dave Smith) и Кэрим Эттуни (англ. Kareem Ettouney). Компания известна в основном благодаря игре LittleBigPlanet[9].
- Intrepid Computer Entertainment — основана Джо Райдером (англ. Joe Rider) и Мэттом Чилтоном (англ. Matt Chilton), после чего заключила соглашение с Microsoft о сторонней разработке. Компания была закрыта в 2004 году, а её сотрудники переведены в Lionhead[9].
- Big Blue Box Studios — основана бывшими программистами Bullfrog Саймоном и Дином Картерами (англ. Simon Carter, Dene Carter), а также Иэном Лоуветт (англ. Ian Lovett), который принимал участие в разработке Magic Carpet и Dungeon Keeper. Компания была «очень близка» с Lionhead и, в результате, объединилась с ней[9].
- 22Cans — основана Молиньё после его ухода в 2012 году из Lionhead[9]. Компания известна игрой Godus, источниками вдохновения для которой послужили не только Populous и Dungeon Keeper, но и Black & White от Lionhead[60].
- Two Point Studios — основана в 2016 году Гарри Карром и Марком Хили. Компания подписала в мае 2017 году договор с Sega на издание игры[61][62].

Некоторые игры Bullfrog породили «духовных наследников» или использовались как эталон для сравнений. Игра Dungeon Keeper оказала влияние на ряд игр, включая War for the Overworld и Startopia от Mucky Foot, причем первая была позиционирована как «истинный духовный наследник Dungeon Keeper». Игра Hospital Tycoon от DR Studios сравнивалась с Theme Hospital. Игра Satellite Reign, разработанная Майком Дискеттом, была отмечена как духовный наследник серии Syndicate. Игра Two Point Hospital, разработанная Two Point Studios, во время разработки причислялась к духовным наследникам Theme Hospital.
В октябре 2013 года Джефф Скалски (англ. Jeff Skalski) из Mythic Entertainment, бывший продюсером ремейка Dungeon Keeper для мобильных платформ, заявлял, что хотел бы делать ремейки и для других игр Bullfrog, а саму компанию охарактеризовал как «неостановимую». В 2011 году Theme Park также был переиздан с системой монетизации freemium.

## Игры
| Годы | Названия                                 | Жанры                                        | Платформы (операционные системы) | Ссылки        |
| ---- | ---------------------------------------- | -------------------------------------------- | --- | ------------- |
| 1988 | Druid II: Enlightenment                  | Action-adventure                             | Amiga (портирование) | [ 1 ]         |
| 1988 | Fusion                                   | Shoot ’em up                                 | Amiga, Atari ST | [ 9 ]         |
| 1989 | Populous                                 | Стратегия в реальном времени, симулятор бога | Acorn Archimedes, Amiga, Atari ST, FM Towns, MS-DOS, Game Boy, Mac OS, Master System, NEC PC-9801, PC Engine, Sega Genesis, Sharp X68000, SNES | [ 9 ]         |
| 1990 | Flood                                    | Платформер                                   | Amiga, Atari ST | [ 9 ]         |
| 1990 | Powermonger                              | Стратегия в реальном времени                 | Amiga, Atari ST, Mac OS, MS-DOS, NEC PC-9801, Sega CD, Sega Genesis, SNES                                                                      | [ 9 ]         |
| 1991 | Populous II: Trials of the Olympian Gods | Стратегия в реальном времени, симулятор бога | Amiga, Atari ST, Mac OS, MS DOS, NEC PC-9801, Sega Genesis, SNES                                                                               | [ 9 ]         |
| 1991 | Bullfrogger                              | Головоломка                                  | Amiga (приложение к журналу) | [ 72 ] [ 73 ] |
| 1993 | Psycho Santa                             | Shoot ’em up                                 | Amiga (приложение к журналу) | [ 7 ]         |
| 1993 | Syndicate                                | Тактика в реальном времени, shoot ’em up     | 3DO, Acorn Archimedes, Atari Jaguar, Amiga, Amiga CD32, Mac OS, NEC PC-9801, Sega CD, Sega Genesis, SNES                                       | [ 9 ]         |
| 1994 | Magic Carpet                             | Шутер от первого лица                        | MS-DOS, PlayStation, Sega Saturn | [ 9 ]         |
| 1994 | Theme Park                               | Симулятор строительства и управления         | 3DO, Amiga, Amiga CD32, Atari Jaguar, Mac OS, MS-DOS, PlayStation, Sega CD, Sega Genesis, Sega Saturn, SNES                                    | [ 9 ]         |
| 1994 | Syndicate: American Revolt               | Тактика в реальном времени, shoot ’em up     | Amiga, MS-DOS | [ 7 ]         |
| 1994 | Tube                                     | Action, гоночная игра                        | MS-DOS, Amiga | [ 9 ]         |
| 1995 | Hi-Octane                                | Гоночная игра, гонки на выживание            | Microsoft Windows, MS-DOS, PlayStation, Sega Saturn                                                                                            | [ 9 ]         |
| 1995 | Magic Carpet 2                           | Шутер от первого лица                        | MS-DOS | [ 9 ]         |
| 1996 | Genewars                                 | Стратегия в реальном времени                 | Microsoft Windows, MS-DOS | [ 9 ]         |
| 1996 | Syndicate Wars                           | Тактика в реальном времени, shoot ’em up     | Microsoft Windows, MS-DOS, PlayStation | [ 9 ]         |
| 1997 | Dungeon Keeper                           | Стратегия в реальном времени, симулятор бога | Microsoft Windows, MS-DOS | [ 9 ]         |
| 1997 | Theme Hospital                           | Симулятор строительства и управления         | Microsoft Windows, MS-DOS, PlayStation | [ 9 ]         |
| 1998 | Populous: The Beginning                  | Стратегия в реальном времени, симулятор бога | Microsoft Windows, PlayStation | [ 9 ]         |
| 1998 | Theme Aquarium                           | Симулятор строительства и управления         | Microsoft Windows, PlayStation | [ 9 ]         |
| 1999 | Dungeon Keeper 2                         | Стратегия в реальном времени, симулятор бога | Microsoft Windows | [ 9 ]         |
| 1999 | Theme Park World / Sim Theme Park        | Симулятор строительства и управления         | Mac OS, Microsoft Windows, PlayStation, PlayStation 2                                                                                          | [ 9 ]         |
| 2001 | Theme Park Inc / SimCoaster              | Симулятор строительства и управления         | Microsoft Windows | [ 9 ]         |
| 2001 | Quake III Revolution                     | Шутер от первого лица                        | PlayStation 2 (портирование) | [ 7 ]         |

### Отмененные игры
Bullfrog начинала разработку многих проектов, которые потом были отменены. По словам Молиньё, главной причиной этого на раннем этапе существования компании было то, что они не понравились тестировщикам. В такой случае делался вывод о том, что и игрокам они также не понравятся. В число отмененных игр входят:
- Ember — игрок управляет быстроходным транспортным средством и должен починить микросхему микропроцессора, соревнуясь с оппонентом, который стремиться уничтожить ремонт игрока[3].
- Colony — игра в жанре головоломки с элементами action-adventure, в ней игрок пытается спасти пассажиров и экипаж криогенного судна, пытаясь отремонтировать систему криогенного сна, используя видеокамеры для наблюдения за деятельностью на судне[3].
- Hell — скролл-шутер, действие в котором происходит в подземном мире, основанный на игре Joust[3].
- The Indestructibles — игра, описываемая как «action, beat 'em up, стратегия, все что угодно». В The Indestructibles игрок должен был создать сверхчеловека, чтобы защищать города от захватчиков[11][74].
- Creation — игра, происходящая в том же сеттинге, что и Syndicate. Игрок должен вступать в сражения, чтобы изменить чужеродный подводный мир[74].
- Void Star — предполагалось, что эта игра будет трехмерной стратегией в реальном времени в космическом сеттинге. Она была отменена, поскольку создатели были уверены в том, что концепция игры не вызовет интереса[75].
- Theme Resort, Theme Prison, Theme Ski Resort и Theme Airport — «разговоры» об этих проектах шли после выхода Theme Hospital. Однако, они не были реализованы, поскольку Марк Уэбли и Гарри Карр уволились из компании[37]. Игра Theme Resort была в разработке (по словам Уэбли, команда пыталась добиться от руководства отправки её в круиз от Club Med «для исследований»)[37]. После отмены игры команда была переведена в проект Theme Park World[9]. Уэбли заявлял, что для Bullfrog было бы естественно исследовать другие возможности для использования в их серии Designer (к которой относились Theme Park и Theme Hospital)[11][76], однако Electronic Arts закрыла компанию[37].
- Genesis: The Hand of God — игра должна была стать очередной частью серии игр Populous, но была отменена из-за схожести с игрой Black & White от Lionhead[53].
- Dungeon Keeper 3 — проект был отменен для усиления работы над играми по фильмам о Гарри Поттере и по «Властелину колец»[27][53]. Также это было вызвано желанием Bullfrog прекратить разработку стратегий в реальном времени[77].
- Theme Movie Studio — разработка игры не зашла дольше этапа выработки концепта[77].